# Das Teufelsauge (1914)
Das Teufelsauge ist ein deutscher Action- und Abenteuerstummfilm von Harry Piel aus dem Jahre 1914.

## Handlung
Der Titelheld dieses Films ist ein wertvoller Diamant, den zwei Diamantenhändler aus Amsterdam einer Gräfin stehlen. Doch die Adelige hat Glück, denn ihr Bräutigam ist ein Tausendsassa, der den beiden Dieben sofort hinterherjagt. In einem Fabrikgelände kommt es dann zum Showdown; die beiden Gangster versuchen den Verlobten mitsamt der Fabrik in die Luft zu jagen. In dem Moment, in dem erst die Fabrikschlote und dann das gesamte Gebäude zusammenstürzt, klettert der Verlobte gerade über ein Förderkorbseil und stürzt dann in die Tiefe. Doch der Mann hat offenbar tausend Leben und kann schließlich den Ganoven den wertvollen Klunker wieder abjagen.

## Produktionsnotizen
Das Teufelsauge, auch bekannt unter dem Titel Rätsel einer Nacht, passierte im April 1914 die Zensurprüfung und wurde im Monat darauf uraufgeführt. Im September 1914 konnte man den vieraktigen Streifen auch erstmals in Wien sehen.
Manche Quellen wie die Kinematographische Rundschau von 20. September 1914 behaupten, Piel hätte auch die Hauptrolle gespielt. In der Kinowerbung vom Mai 1915 für die Palast-Lichtspiele in Karlsruhe heißt es jedoch: „Großes Sensationsdrama in vier Akten. Harry Piel-Film. Dargestellt v. d. tollkühnen Sensations-Schauspieler Ludw. Trautmann. Gewaltige Sensationen wie noch nie im Film gezeigt. Aus dem Inhalt: Vom Telegraphendraht auf den fahrenden Wagen. - Am Lichtmast. - Sturz mit Pferd und Wagen über die Brücke in den reisenden Fluß. - Vom galoppierenden Pferd in das rasende Auto. - Zu Pferde in den Abgrund. - Sturz der verfolgenden Reiter. - Sprung von der Brücke auf das fahrende Schiff. - Neue, noch nicht dagewes. wunderbare Lichteffekte. - In schwindelnder Höhe zwischen Leben und Tod am Förderseile. - Eine Fabrik mit zwei Riesenschornsteinen in die Luft gesprengt.“

## Rezeption
„Er gehört zu jener Serie, welche um den gewaltigen Turner, Reiter, Schwimmer und Knockabout Harry Piel herum inszeniert wurde. Es wird daher keine Möglichkeit gescheut, die diesem Künstler auch nur die geringste Aussicht gibt, sein Können in Athletik zu zeigen. Er springt von Brücken, von Wagendecks, aus sausenden Automobilen, er klettert über Telegraphenleitungen, Fabriksschornsteinen, stürzt aus unbegrenzten Höhen ohne sich zu verletzen, alles mit der ehernen Konsequenz die das Erreichen des gesteckten Zieles verlangt. Natürlich ist dabei der Phantasie Tür und Tor geöffnet und sie ergeht sich auch in Abenteuerlichkeiten größten Stils.“